# Horst Zobel
Horst Zobel (Bromberg, 6 maggio 1918 – Tunisia, 2 ottobre 1999) è stato un militare tedesco, decorato con la Croce di Cavaliere della Croce di Ferro nel corso della seconda guerra mondiale.

## Biografia
Nacque a Bromberg il 6 maggio 1918. Si arruolò volontario nella Wehrmacht il 1° ottobre 1936, assegnato al Panzer-Regiment 6 a Neuruppin, con il quale prese successivamente parte all'invasione dei Sudeti e della Cecoslovacchia.
Con questa unità venne impiegato in Polonia, Francia e Unione Sovietica, avanzando dal grado di capo plotone a quello di comandante di reparto. A volte ricoprì gli incarichi di ufficiale di scorta, aiutante di campo della 3. Panzer-Division, comandante di compagnia e infine comandante di battaglione corazzato (Panzer-Abteilung).
Nel febbraio 1945 fu nominato comandante del Panzer-Abteilung "Kummersdorf", un gruppo da combattimento d'emergenza (Alarmkampgruppe) creato utilizzando il personale del centro prove carri di Kummersdorf.
Alla fine di marzo il Panzer-Abteilung "Kummersdorf" fu assegnato come I. Panzer-Abteilung alla Panzer-Division Müncheberg, dotato di una compagnia carri Sd.Kfz. 171 Panther, una compagnia carri Sd.Kfz. 181 Tiger I e una compagnia semoventi Pz.Kpfw IV Jagdpanzer IV e Sturmgeschütz III.
Il 14 aprile 1945 ricevette la Croce di Cavaliere della Croce di Ferro, per la quale era stato proposto il 25 marzo 1945, e la promozione a maggiore ricevuta il 20 aprile. Ricevette questo importante riconoscimento per le pesanti battaglie difensive combattute tra il 22 e il 23 marzo 1945 nella zona di Golzow-Tucheband, nella pianura dell'Oder a ovest di Küstrin. In quella occasione il I. Panzer-Abteilung distrusse 59 carri sovietici sui 116 messi fuori combattimento da parte dei reparti della divisione.
Il 15 aprile 1945, lui e la sua unità si spostarono nelle posizioni difensive a est di Seelow e subirono il grande attacco sovietico del 16 aprile 1945 dall'Oderbruch verso Berlino. Alle 8:00 del 17 aprile la sua divisione fu investita dall'attacco sovietico lanciato contro le alture di Seelow, impiegando anche i carri armati pesanti IS-2 ritirandosi verso Berlino dopo aver distrutto 20 carri nemici. Il 18 aprile il suo battaglione lanciò un contrattacco per riprendere il villaggio di Trebnitz, distruggendo una colonna corazzata sovietica prima di doversi ritirare verso Müncheberg a causa dell'intenso fuoco di artiglieria nemico. Dopo che il fronte difensivo cedette sul fianco destro dove si trovava posizionata la 9. Fallschirmjager-Division, la Panzer-Division Müncheberg si ritirò velocemente in direzione di Berlino.
Coinvolto nel vortice degli scontri nella Capitale avvenuti tra il 20 aprile e il 2 maggio, partecipò al tentativo di allontanarsi da Berlino verso ovest ordinato dal comandante della divisione Werner Mummert il 2 maggio. Dopo aver passato l'Elba fu preso prigioniero di guerra dagli inglesi.
Dopo la guerra studiò economia a Braunschweig e il 22 novembre 1956 si arruolò nelle forze armate tedesche, dove inizialmente lavorò come direttore dell'aula magna della scuola per fähnrich e ufficiali. Successivamente prestò servizio come istruttore di tattica e capo ispettore presso la Scuola delle truppe corazzata di Munster.
Dall'agosto del 1959 fu vicecomandante del Battaglione d'addestramento Panzer e nel 1961 tornò alla Scuola truppe corazzate come direttore dell'aula magna. Il 23 agosto 1963, con il grado di tenente colonnello, gli fu assegnato il ruolo di comandante della 2ª Brigata Granatieri Corazzati, che ricoprì fino al 22 settembre 1963. Ricoprì quindi vari incarichi nel settore degli armamenti dell'esercito, da ultimo, con il grado di colonnello, quello di vicecomandante e capo di stato maggiore dell'ufficio armamenti dell'esercito presso lo Heeresamt a Köln. Fino al suo pensionamento dalla Bundeswehr nel 1977, fu ispettore delle truppe corazzate a Köln.
Morì il 2 ottobre 1999 e fu sepolto a Weilerswist-Lommersum vicino a Bonn.

### Fonti
1. 1 2 3 4 5 6 7 8 9 10 11  Team Militaria.
2. ↑  Caretta 2025, p. 255.
3. ↑  Traces of War.
4. 1 2 3 4 5 6 7 8  Caretta 2025, p. 12.
5. ↑  Caretta 2025, p. 6.
6. ↑  Caretta 2025, p. 7.
7. ↑  Caretta 2025, p. 16.
8. ↑  Caretta 2025, p. 17.
9. 1 2  Caretta 2025, p. 18.
10. ↑  Caretta 2025, pp. 19-22.
11. ↑  Caretta 2025, p. 22.